# Andreas Birnbacher
Andreas Birnbacher (Prien am Chiemsee, 11 de septiembre de 1981) es un deportista alemán que compitió en biatlón. Ganó seis medallas en el Campeonato Mundial de Biatlón entre los años 2007 y 2013, y una medalla de oro en el Campeonato Europeo de Biatlón de 2002.

## Palmarés internacional
| Campeonato Mundial | Campeonato Mundial           | Campeonato Mundial | Campeonato Mundial |
| Año                | Lugar                        | Medalla            | Prueba             |
| ------------------ | ---------------------------- | ------------------ | ------------------ |
| 2007               | Anterselva (Italia)          | Medalla de plata   | Salida en grupo    |
| 2008               | Östersund (Suecia)           | Medalla de oro     | Relevo mixto       |
| 2008               | Östersund (Suecia)           | Medalla de bronce  | Relevos            |
| 2012               | Ruhpolding (Alemania)        | Medalla de bronce  | Relevos            |
| 2012               | Ruhpolding (Alemania)        | Medalla de bronce  | Relevo mixto       |
| 2013               | Nové Město (República Checa) | Medalla de bronce  | Relevos            |
| Campeonato Europeo |                              |                    |                    |
| Año                | Lugar                        | Medalla            | Prueba             |
| 2002               | Kontiolahti (Finlandia)      | Medalla de oro     | Relevos            |